# Grigori Margulis
Grigori Aleksàndrovitx Margulis (Moscou, 24 de febrer de 1946) és un matemàtic conegut pel seu treball de gran abast sobre reticles en els grups de Lie, i la introducció de mètodes de la teoria ergòdica per a aproximacions diofantinas. Se li va atorgar una Medalla Fields el 1978 i un Premi Wolf en matemàtica el 2005, convertint-se en el setè matemàtic a rebre ambdós premis.
Va néixer en una família jueva a Moscou, URSS. Va estudiar a la Universitat Estatal de Moscou, començant una investigació sobre la teoria ergòdica sota la supervisió de Iàkov Sinai. Els primers treballs amb David Kajdan van produir el teorema de Kajdan-Margulis, un resultat bàsic en els grups discrets. El seu teorema de la superigidez de 1975 va aclarir una àrea completa de conjectures clàssiques sobre la caracterització de grups aritmètics entre reticles en grups de Lie.
Se li va concedir la Medalla Fields en 1978, però no se li va permetre viatjar a Hèlsinki per acceptar-la en persona. La seva posició va millorar, i en 1979 va visitar Bonn, i més tard va poder viatjar lliurement, encara que seguia treballant en un institut tècnic en comptes d'un departament de matemàtica. En 1991 va obtenir una posició de professor a la Universitat Yale.
En 1986, Margulis va completar la demostració de la conjectura d'Oppenheim amb formes quadràtiques i aproximacions diofantines. Aquesta era una qüestió que hi havia estat oberta durant mig segle, on es va fer un progrés considerable amb el mètode del cercle de Hardy-Littlewood; però per reduir el nombre de variables fins al punt d'obtenir els millors resultats possibles, els mètodes més estructurals de la teoria de grups van resultar ser decisius.
Ha formulat un altre programa d'investigació en la mateixa direcció, que inclou la conjectura de Littlewood tenint una extensa influència.
En 2005, Margulis va rebre el Premi Wolf per les seves contribucions a la teoria de reticles, les aplicacions a la teoria ergòdica, la teoria de representació, la teoria de nombres, la combinatòria i la teoria de la mesura.